# ЧС5
ЧС5 (Чехословацкого производства, тип 5; заводское обозначение типа — 48E0) — опытный пассажирский односекционный шестиосный электровоз двойного питания, создававшийся в Чехословакии для СССР, но не поставлявшийся на советские железные дороги и не внедрённый в серийное производство.

## История
В 1965 году народное предприятие Škoda, также известное тогда как Пльзеньский завод им. В. И. Ленина, спроектировало, а в 1966 году построило по заказу СССР два двухсистемных электровоза серии ЧС5 (заводское обозначение типа 48Е0). Электровозы этой серии планировалось использовать в качестве альтернативы станциям стыкования для перехода между линиями различных систем тока. Однако ЧС5 не пошли в серию, так как в СССР большую популярность имело именно строительство станций стыкования, а там, где это было экономически невыгодно, стали использовать отечественные двухсистемные электровозы ВЛ82, появившиеся в том же году. Кроме того в те годы не было достаточно эффективного решения проблем высокой стоимости, большого веса и дороговизны эксплуатации подобных локомотивов.
Механическая часть электровоза ЧС5 была с незначительными изменениями взята с электровоза ЧС4. Наиболее заметное изменение — новое гидропневматическое рессорное подвешивание. Электрическая схема напоминает схему четырёхосного электровоза постоянного тока, так как имеет всего два соединения двигателей — сериесное (последовательное — все шесть тяговых двигателей последовательно) и сериес-параллельное (параллельно соединены две группы по три последовательно соединённых двигателя в каждой). При работе на постоянном токе тяговые двигатели питаются от контактной сети через избиратель систем тока и быстродействующий выключатель, на переменном токе от двух выпрямительных установок, питающихся от понижающего трансформатора.
Пуск тяговых двигателей реостатный, при этом пусковые реостаты имеют индивидуальное охлаждение, что было новинкой в чешском электровозостроении. Возле реостата установлены мотор-вентиляторы, подключенные к отпайке реостата, поэтому напряжение на них, а с ним и скорость вращения, зависит от силы тока, проходящего через реостат — впоследствии такая схема была применена на пуско-тормозных реостатах электровозов ЧС2Т, ЧС6, ЧС7 и тормозных реостатах электровозов переменного тока ЧС4Т и ЧС8. Также имеются четыре ступени ослабления возбуждения тяговых двигателей. Переключения в силовой цепи выполняются групповыми переключателями — двумя переключателями ступеней реостата, одним переключателем соединений и одним переключателем ослабления поля. Все групповые переключатели имеют стандартный пневмодвигатель системы Шкода.
По компоновке оборудования (трансформатора, выпрямительных установок, блоков охлаждения маслоохладителей трансформатора и сглаживающих реакторов, имеющих жаргонное название «штаны») ЧС5 похож на ЧС4. Вспомогательные машины также практически однотипны — мотор-компрессоры, двухступенчатые мотор-вентиляторы с диаметром рабочих колёс 710 мм для охлаждения тяговых двигателей и мотор-вентиляторы с диаметром колёс 425 мм для охлаждения выпрямительных установок и т. д. Разница лишь в том, что машины имеют высоковольтные коллекторные двигатели на напряжение по некоторым сведениям 3000 В (что весьма маловероятно — у тяговых двигателей 1500В с соответствующими размерами из-за межламельных напряжений, т.е. напряжений между разными пластинами в коллекторе), а не низковольтные на 220 В, как на ЧС4.
По результатам испытаний было выявлено превышение нагрузки на рельсы (22 т. вместо запланированных 20,5 т.), а следовательно и увеличение тормозного пути, при экстренном и служебном торможении и некоторые другие недоработки, что и послужило поводом для отказа от локомотивов данной серии.